# Richard Henry Dulany
Le Colonel Richard Henry Dulany (10 août 1820 - 31 octobre 1906) est un cavalier Américain.

## Enfance
Richard Henry Dulany est né le 10 août 1820 à Unison, Loudoun County, en Virginie. Il est le fils de John Peyton Dulany et Mary Ann DeButts. La famille Dulany descend des O'Dulaneys du Comté de Queen, en Irlande, et atteint l'Amérique quand Daniel Dulany l'Aîné est arrivé dans Port Tobacco, dans le Maryland, en 1703.

## Vie adulte
Les Dulany fondent le Upperville Colt & Horse Show en 1853. Il est le plus ancien salon du cheval en Amérique. Il a aussi fondé le Piedmont Hunt en 1840, l'une des plus anciennes organisations de chasse au renard dans le pays.
Au cours de la Guerre Civile Américaine, il fut d'abord capitaine, puis colonel du 7e de Cavalerie de Virginie.

## Vie personnelle
Il épouse sa cousine Rebecca Anne Dulany et ils ont cinq enfants : Marie, Fanny, Johnnie, Hal et Richard ("Dick"). Les Dulanys résident d'abord au Vieux Welbourne jusqu'à ce qu'il brûle dans un incendie au dix-neuvième siècle. Ils ont ensuite déménagé dans la présente Welbourne, où les descendants, maintenant la huitième génération, vivent encore à ce jour.

## Mort
Il est mort à Upperville, en Virginie, en 1906. Il a été enterré au cimetière du Vieux Welbourne à Unison, en Virginie.